# Šumice, Uherské Hradiště
Šumice là một làng thuộc huyện Uherské Hradiště, vùng Zlínský, Cộng hòa Séc.